# Pseudoleistes
Pseudoleistes är ett litet fågelsläkte i familjen trupialer inom ordningen tättingar. Släktet omfattar endast två arter som förekommer i Sydamerika i Paraguay, sydligaste Brasilien, Uruguay och norra Argentina:
- Gulgumpad trupial (P. guirahuro)
- Gulbukig trupial (P. virescens)